# Expedición de Hernando de Soto en La Florida

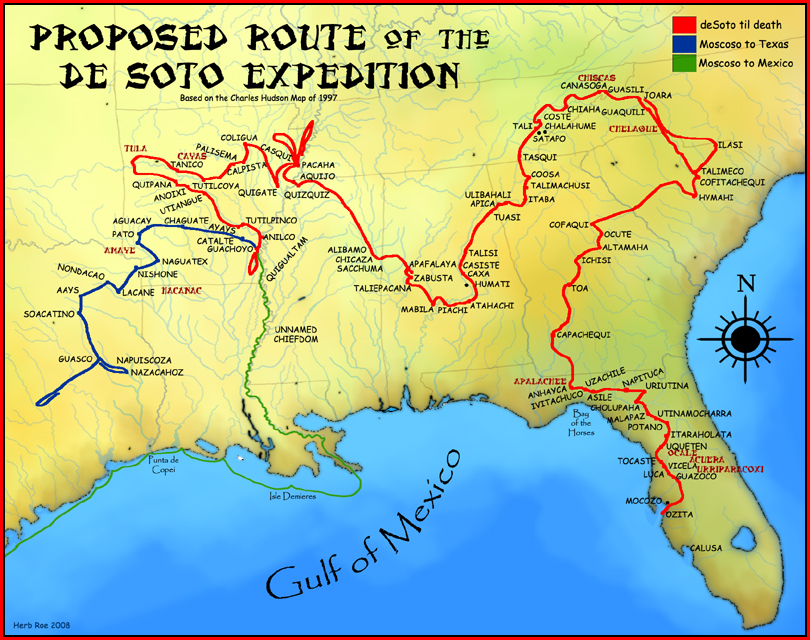
Una propuesta de la ruta seguida por la expedición de Hernando de Soto, basada en el mapa de 1997 de Charles M. Hudson.

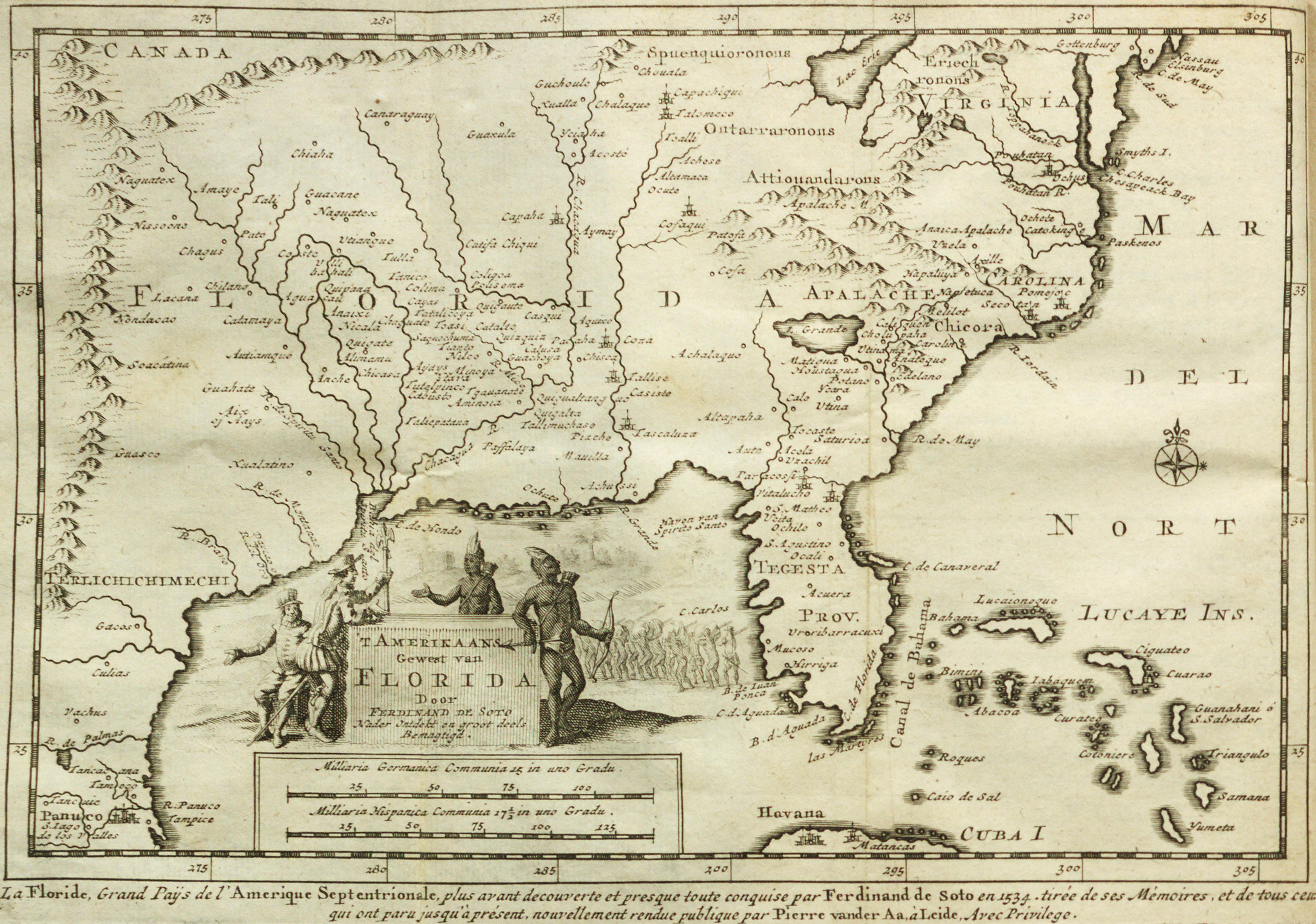
Mapa de La Florida, como fue descubierta/explorada por Hernando de Soto. Mapa grabado en Leide, de Pieter van der Aa.

La conocida como expedición de Hernando de Soto (1539-1543) fue una fracasada campaña española que tenía como fin colonizar la Florida española, dirigida por el extremeño Hernando de Soto. Fue la primera expedición europea que se internó profundamente en el hoy territorio de Estados Unidos, y la primera documentada por haber cruzado el río Misisipi. Persiguiendo los mismos objetivos que Juan Ponce de León (1513), Lucas Vázquez de Ayllón (1526) y Pánfilo de Narváez (1527-1536) fue una vasta empresa que con más 600 hombres vagó a lo largo del sudeste de los Estados Unidos en busca de oro, plata y de un pasaje a la China. De Soto murió en 1542 a orillas del río Misisipi, en lo que ahora es Arkansas y Luisiana.
Al mando de Luis de Moscoso Alvarado, y tras haber recorrido a pie buena parte del sur de lo que hoy son los Estados Unidos y luego navegar por la costa del golfo de México, los entre 300 y 350 supervivientes lograron regresar a la Ciudad de México en 1543. 
Desde el punto de vista de los españoles la expedición, aunque reivindicó gran parte de América del Norte para España, fue un fracaso ya que no adquirieron ni oro ni prosperidad ni fundaron colonias, aunque los registros de la expedición contribuyeron en gran medida al conocimiento europeo de la geografía, biología y etnología del Nuevo Mundo. La expedición cambió la actitud de la Corona hacia el interior del continente y los españoles concentraron en adelante sus campañas en el actual estado de Florida y a lo largo de la costa del Pacífico.

## Antecedentes

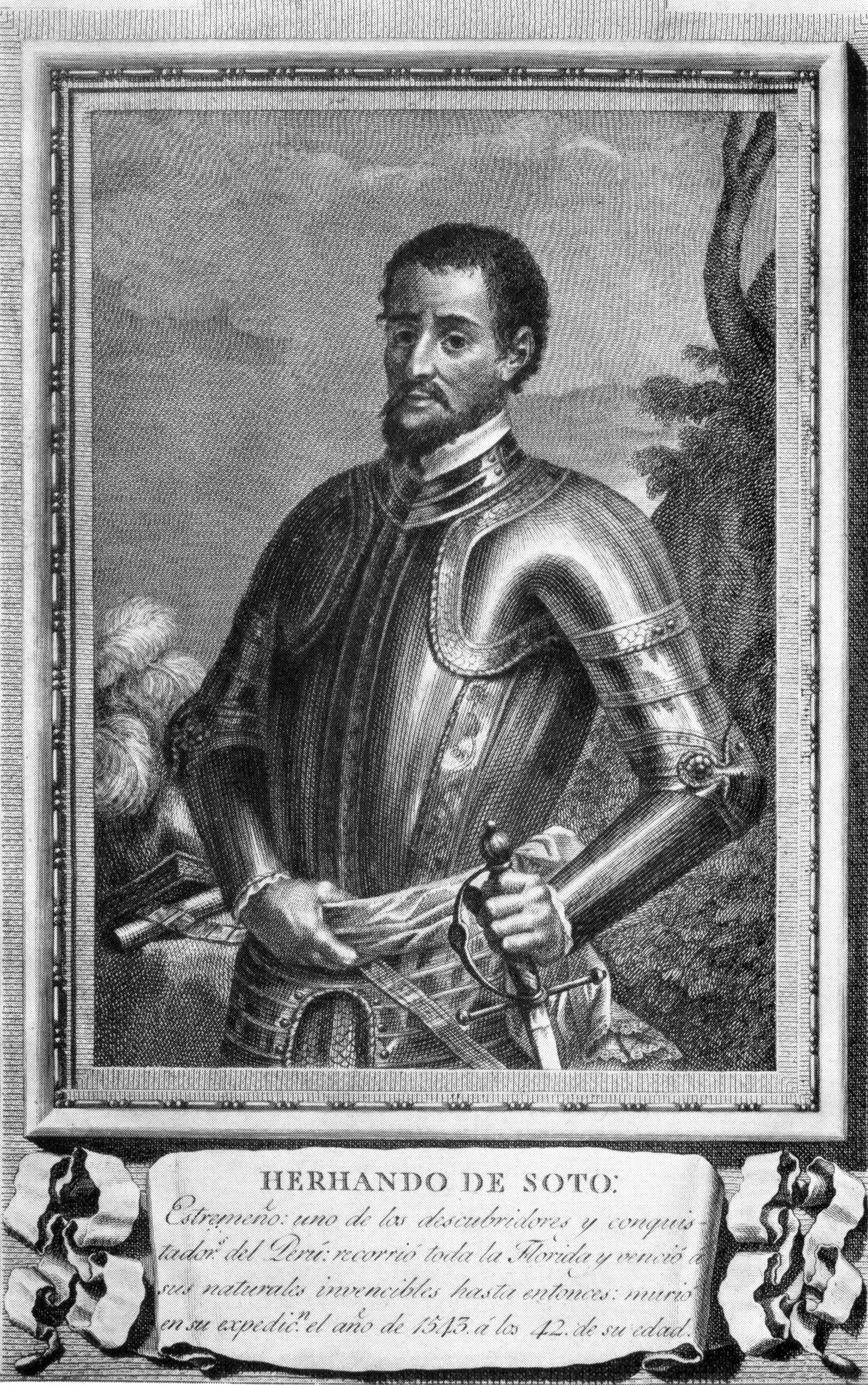
Grabado de la Library of Congress.
«HERNANDO DE SOTO: extremeño, uno de los descubridores y conquistador del Perú: recorrió toda la Florida y venció a sus naturales invencibles hasta entonces; murió en su expedición: el año de 1543 a los 42 de su edad».

En 1536 Hernando de Soto ya era un conocido conquistador que había participado con éxito en la conquista del Perú y que había vuelto a España con muchas riquezas. Había ido a América en 1514
con Pedro Arias Dávila, con solamente un escudo y su espada, desembarcando en Panamá. En 1523 ya lideraba una unidad de la caballería y fue con Francisco Hernández de Córdoba en su viaje de descubrimiento y colonización a través de Nicaragua y de Honduras, donde ganó fama como jinete, y como combatiente de tácticas excelentes. 
En 1528 de Soto condujo su propia expedición a lo largo de la costa de Yucatán, esperando encontrar la conexión por el mar directa, entre el Atlántico y el Pacífico. Luego acompañó a Francisco Pizarro, como capitán, en su empresa en Perú. De Soto descubrió la ciudad de Cajas y con un grupo de avanzada de cincuenta hombres, fue enviado por el gobernador Pizarro a la ciudad del Cuzco, la capital del imperio inca, con el fin de abrir camino para el resto de la tropa. En el trayecto se enfrentó numerosas veces al ejército de Quisquis, ganando varias batallas y perdiendo algunas. Fue socorrido por Diego de Almagro y juntos entraron en la ciudad imperial. Después de que Atahualpa hubiera sido arrestado durante la batalla de Cajamarca en 1532, de Soto le visitó a menudo durante el confinamiento, y allí surgió una amistad entre ambos. Fue enviado al norte a buscar al ejército de Rumiñahui y para unirse con Sebastián de Belalcázar, pero realmente lo que se buscaba era alejarlo con el fin de evitar la presencia de uno de los defensores del inca e impedir su ajusticiamiento. Finalmente, de Soto decide retirarse del Perú y regresar a España llevando con él aproximadamente 100.000 pesos de oro, su parte de la conquista del imperio inca.
Fue a Sevilla, donde se casó en 1537 con Inés de Bobadilla, la hija de Dávila, que pertenecía a una de las familias más respetables de Castilla, con influencia en la corte española. De Soto, habiendo visto los legendarios recursos del Perú, cuando leyó el informe escrito por Álvar Núñez Cabeza de Vaca —uno de cuatro sobrevivientes de la desastrosa tentativa de Pánfilo de Narváez para conquistar la Florida— sospechó que allí debía de existir una riqueza similar. De Soto vio su ocasión para realizar una conquista famosa como las de Pizarro o Cortés. 
Gracias a sus contactos y fama, logró entrevistarse en 1538 con el emperador Carlos V, a quien solicitó autorización para una nueva expedición a La Florida, que costearía con sus propios medios y ofreciendo a la Corona la mitad de las ganancias de la empresa. El emperador le nombró adelantado, capitán general de todas las tierras descubiertas y gobernador de Cuba. De Soto vendió gran parte de sus bienes y se equipó para realizar la expedición en aquellas tierras casi inexploradas. Su misión sería conquistar, situarse, y «pacificar» los territorios desconocidos. Comprometía toda su fortuna, pero en caso de éxito, sería dueño de un inmenso territorio, prácticamente todo lo que había al norte del entonces virreinato de la Nueva España.

### Preparativos de la expedición en Cuba
Con la promesa de grandes riquezas, De Soto consiguió reunir fácilmente una tropa de soldados dispuestos a ir a América. Acompañado de Isabel, salió de Sanlúcar de Barrameda el 6 de abril de 1538 capitaneando la nao insignia San Cristóbal, con diez naves más y 950 hombres de armas, ocho sacerdotes, dos domínicos, un franciscano y un trinitario. La expedición llegó a Santiago de Cuba el 7 de junio de 1538, y en el mes de agosto partió Isabel con su familia y la infantería, en los cinco barcos que constituían la flota, rumbo a la villa de La Habana, mientras Soto, sus oficiales y caballerías, hacían el viaje por tierra. En las Navidades de aquel año ya se encontraba reunida en La Habana toda la familia.
Tras casi un año de preparativos y resolviendo asuntos de gobierno, el 17 de mayo de 1539 tras hacer testamento y dejar su cargo de administrador del archipiélago a su esposa Isabel —quien administró el archipiélago como Gobernadora y Capitán General entre 1539 y 1544, la primera y única mujer que ostentó la máxima autoridad de la Isla, durante el largo período colonial de cuatro siglos— de Soto partió de La Habana al frente de la expedición hacia La Florida, la mejor equipada de todas las que partieron de la isla.

## La expedición

### En La Florida (1539 - principios de 1540)

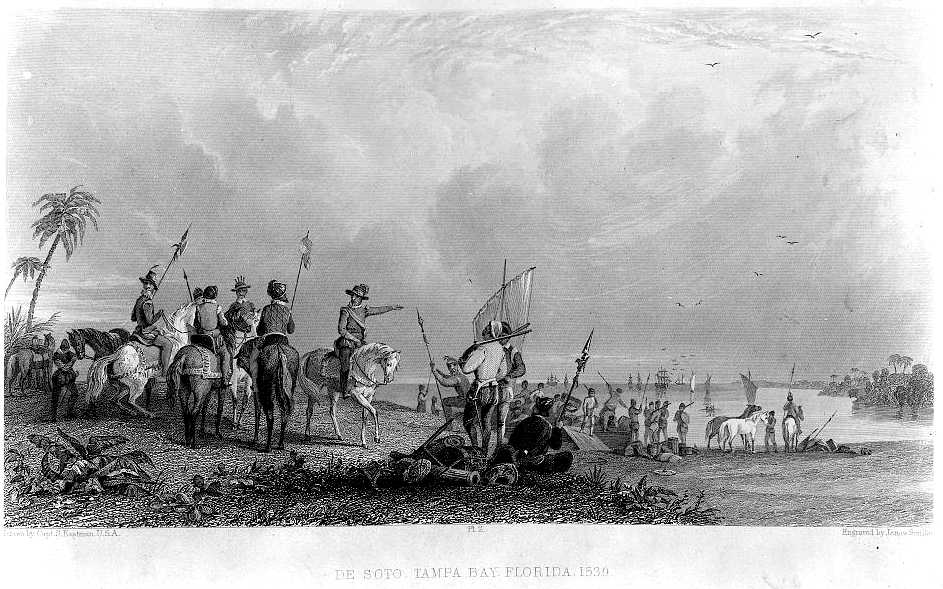
Hernando de Soto en Tampa Bay en 1539.

En mayo de 1539, de Soto desembarcó con nueve barcos y más de 620 hombres y 220 caballos en el sur de la bahía de Tampa, a la que dio el nombre de Espíritu Santo. Los barcos llevaban sacerdotes, artesanos, ingenieros, agricultores y comerciantes; algunos con sus familias, algunos desde Cuba, la mayor parte desde Europa y África. Pocos habían viajado antes fuera de España, o incluso de sus aldeas de origen. El objetivo de Soto era colonizar el área, preferiblemente buscando una ciudad como Cuzco o Ciudad de México y por ello llevaban varias toneladas de pertrechos, herramientas, armas, cañones, además de animales domésticos como mulas, vacas, cerdos y gallinas, además de algunos perros feroces que protegidos por armaduras provocarían el terror de los indios.
Cerca del puerto de Soto, la partida encontró a Juan Ortiz, un español, que vivía con los Mocoso. Ortiz había llegado a la Florida en un barco que pretendía avituallar a la expedición de Narváez y fue capturado por los Uzica, una tribu de Calusa. La hija del jefe Hirrihigua sirvió como precursora de Pocahontas pidiendo por la vida de Ortiz, ya que su padre había ordenado que lo quemaran vivo. Ortiz sobrevivió al cautiverio y a la tortura y más tarde se había escapado a Mocoso. Ortiz conocía el terreno y el idioma de los timucuas y sirvió a de Soto como guía e intérprete mientras atravesaba las zonas de habla timucua en su camino a Apalachee.
De Soto estableció un método único para guiar la expedición y establecer comunicación con varios dialectos tribales. Reclutó a guías de cada tribu a lo largo de la ruta y estableció una cadena de comunicación mediante la cual un guía que había vivido en las proximidades de otra área tribal era capaz de pasar información y lengua a otro guía de un área vecina. Debido a que Ortiz se negó a vestirse como un hidalgo español, otros funcionarios cuestionaron sus motivos. De Soto fue leal a Ortiz y le permitió vestirse libremente y vivir entre sus amigos. Otro guía importante fue Perico, o Pedro, de diecisiete años, que participó en la expedición desde la actual Georgia. Hablaba varios de las lenguas de las tribus locales y podía comunicarse con Ortiz. Perico fue tomado como guía en 1540 y fue tratado mejor que el resto de los esclavos, debido a su valía para los españoles.
La expedición viajó hacia el norte, explorando la costa oeste de Florida, encontrándose un país en el que abundaban los pantanos y que estaba plagado de mosquitos, serpientes y caimanes, siendo extremadamente cálido, húmedo y malsano. Sufrieron emboscadas y conflictos con los nativos en el camino. El primer campamento de invierno de De Soto estaba en Anhaica, la capital de los apalachee, cerca del lago Tallahas. Es uno de los pocos lugares de la ruta del que los arqueólogos han encontrado restos físicos de la expedición. Fue descrito como cercano a la "bahía de los caballos" de la expedición de Narváez. La bahía había sido nombrada porque los miembros muertos de hambre de la expedición de Narváez habían tenido que matar y comerse a sus caballos, mientras construían barcos para escapar de la región.

### En Georgia, las Carolinas, Tennessee, Alabama y Misisipi (1540)

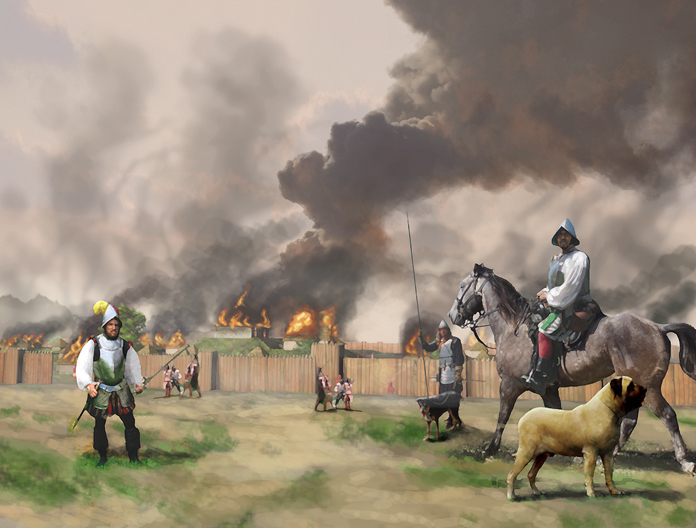
Los hombres de De Soto incendian Mabila, ilustración de Herb Roe.

Desde su ubicación de invierno en el panhandle occidental de Florida, después de haber oído que se estaba extrayendo oro de minas «hacia donde nace el sol», la expedición reemprendió la marcha en marzo de 1540 y siguió hacia el noreste a través de lo que hoy es el moderno estado de Georgia. Recientemente se realizaron hallazgos arqueológicos en un sitio remoto, de propiedad privada, cerca del río Ocmulgee en el condado de Telfair. Estos hallazgos incluyen nueve cuentas comerciales de vidrio, algunas de los cuales llevan un patrón de chevron se cree era indicativo de la expedición de Soto. También se encontraron seis objetos metálicos, incluyendo un colgante de plata y algunas herramientas de hierro.
Oyendo hablar del famoso tesoro del oro de Cofitachequi (una jefa india), y acompañados por los ocutes, unos nativos amistosos, la expedición continuó de marcha durante semanas, con hambre y sed, con porteadores que no sabían la manera de atravesar los territorios de Cofitachequi. No obstante, a mitad de mayo, la expedición descubrió la capital de la tribu, situada en el sitio que hoy se conoce como Columbia, en Carolina del Sur. Recibieron a los españoles con una bienvenida relativamente amistosa y a cambio de perlas, les dieron alimentos y otros bienes. Los españoles exigieron ver el oro de la ciudad inmediatamente. Tras un examen más detenido el «oro» resultó ser simple cobre. Encontraron algunas armas y unas piezas de oro en la ciudad, procedentes de una expedición costera anterior (presumiblemente la de Lucas Vázquez de Ayllón, 1526).
De Soto continuó hacia el norte adentrándose en la región de las montañas Apalaches de Carolina del Norte, donde estuvieron a un paso de la aniquilación y donde pasó un mes dando descanso a los caballos mientras sus hombres buscaban oro. De Soto luego entró en el este de Tennessee. En este punto, De Soto habría continuado a lo largo del río Tennessee para entrar en Alabama desde el norte (de acuerdo con John R. Swanton), o bien habría ido hacia el sur y entrado en el norte de Georgia (según Charles M. Hudson). La ruta que Swanton propuso en 1939 todavía es generalmente aceptada por la mayoría de los arqueólogos y por el gobierno de Estados Unidos como la ruta de la expedición de Soto. Los mapas de este artículo (y otros) representan la ruta propuesta por Charles Hudson, pero no han sido corroborados por evidencias arqueológicas, y no se considera la ruta de consenso entre los académicos.
La expedición pasó otro mes en el cacicazgo Coosa antes de volver al sur hacia el golfo de México para encontrarse con dos barcos que les llevarían suministros frescos desde La Habana. En el camino, de Soto fue llevado a Mauvila (o Mabila), una ciudad fuertemente fortificada en el sur de Alabama. La tribu de los choctaw, liderada por el cacique Tascalusa (o Tuskaloosa), emboscó al ejército de Soto. Otras fuentes sugieren de los hombres de Soto fueron atacados después tratar de forzar su entrada en una cabaña ocupada por Tascalusa. Los españoles se abrieron paso hacia fuera, y se vengaron quemando la ciudad hasta los cimientos. Durante el encuentro, de unas nueve horas, unos 200 españoles murieron y 150 más resultaron gravemente heridos, según el cronista de Elvas. Veinte más murieron durante las siguientes semanas. Ellos mataron a unos 2.000-6.000 guerreros en Mabila, en combate o ejecutados, haciendo de la batalla una de las más sangrientas en la historia registrada de América del Norte.
Los españoles consiguieron una victoria pírrica, ya que perdieron la mayoría de sus pertrechos y unos cuarenta caballos, casi una cuarta parte de los que tenían. Estaban heridos y enfermos, rodeados de enemigos y sin armas en un territorio desconocido. Mientras que los hombres de la tropa de Soto perdieron las esperanzas y de allí en adelante solo deseaban volver a la costa, abordar las naves que les reaprovisionarían y regresar a Cuba, de Soto aún soñaba ilusoriamente con hacer nuevos descubrimientos. Ante el temor de que los hombres desertasen si llegaban a los barcos, de Soto los condujo lejos de la costa del Golfo, adentrándose en el actual estado de Misisipi, muy probablemente cerca de la actual Tupelo, donde pasaron el invierno.

### Hacia el oeste a través de Misisipi, Arkansas, Oklahoma, Luisiana y Texas (1541)

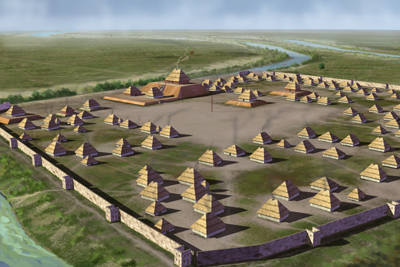
Reconstrucción de la capital fortificada Casqui (en Arkansas), encontrada por de Soto en 1541, según ilustración de Herb Roe.

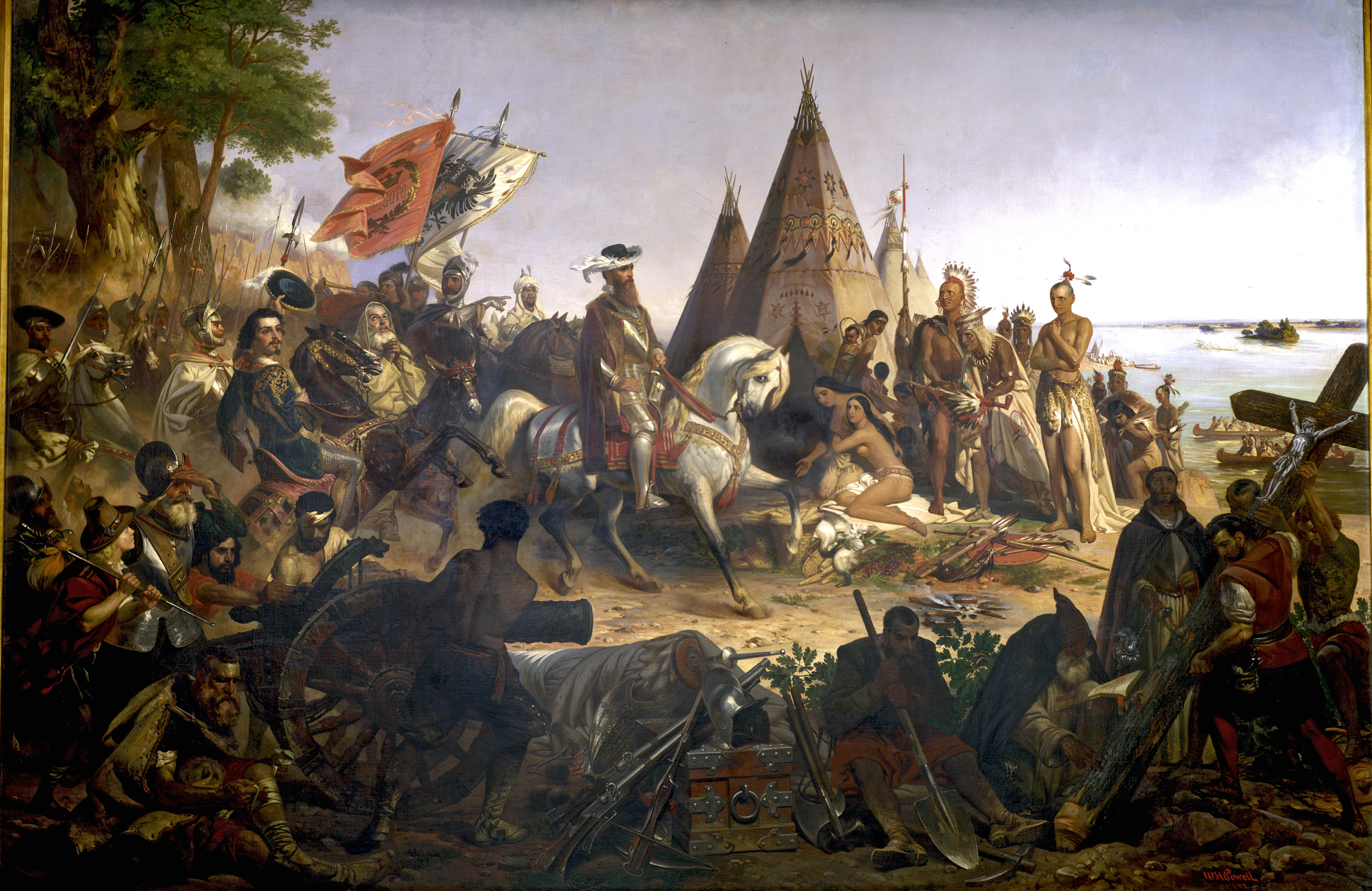
Discovery of the Mississippi de William H. Powell (1823–1879) es una representación romántica del avistamiento de Soto por primera vez del río Misisipi. La obra está colgada en la Rotonda del Capitolio.

En la primavera de 1541, la expedición volvió al norte, donde encontraron la tribu chickasaw y de Soto exigió 200 hombres como porteadores. Se negaron a su petición y atacaron el campamento español durante la noche. Los españoles perdieron unos 40 hombres y el resto de su limitado equipo. Según los cronistas participantes, la expedición pudo haber sido destruida en este punto, pero los chickasaw los dejaron irse, tal vez sorprendidos por el éxito alcanzado.
El 8 de mayo de 1541, las tropas de Soto llegaron al río Misisipi. (Alonso Álvarez de Pineda había sido el primer europeo en verlo en 1519, y navegado en él unas veinte millas río arriba.) De Soto se mostró muy poco interesado en este descubrimiento ya que era un obstáculo para su misión. Él y sus 400 hombres tuvieron que cruzar el amplio y caudaloso río, que estaba siendo constantemente patrullado por nativos hostiles. Después de aproximadamente un mes, y de construir varias embarcaciones, finalmente lograron cruzar el Misisipi en, o cerca de,Memphis, y continuaron su viaje hacia el oeste a través de la actual Arkansas, Oklahoma y Texas. Volvieron a invernar en  Autiamique, en el río Arkansas.
En 1541, los miembros de la expedición fueron los primeros europeos que vieron lo que los nativos referían como el valle de los Vapores, que ahora se llama Hot Springs, Arkansas. Miembros de muchas tribus se habían reunido en el valle desde hacía muchos años para disfrutar de las propiedades curativas de las aguas termales. Las tribus habían desarrollado acuerdos para dejar a un lado sus armas y participar de las aguas curativas en paz mientras que estaban el valle. De Soto y sus hombres se quedaron el tiempo suficiente para reclamar el área para España.[cita requerida]
Después de un duro invierno, la expedición española se marchó y se desplazó de forma más errática. Su intérprete Juan Ortiz había muerto, por lo que les era más difícil obtener las direcciones y las fuentes de alimentos, y, en general, comunicarse con los nativos. La expedición llegó en el interior hasta el río Caddo, donde se enfrentaron con una tribu nativa llamada tula en octubre de 1541. Los españoles les caracterizaron como los guerreros más hábiles y peligrosos que habían encontrado. Esto puede tener ocurrido en la zona de la actual Caddo Gap, Arkansas (un monumento se encuentra en esa comunidad). Finalmente, los españoles regresaron hacia el río Misisipi.

### Muerte de Soto (1542)

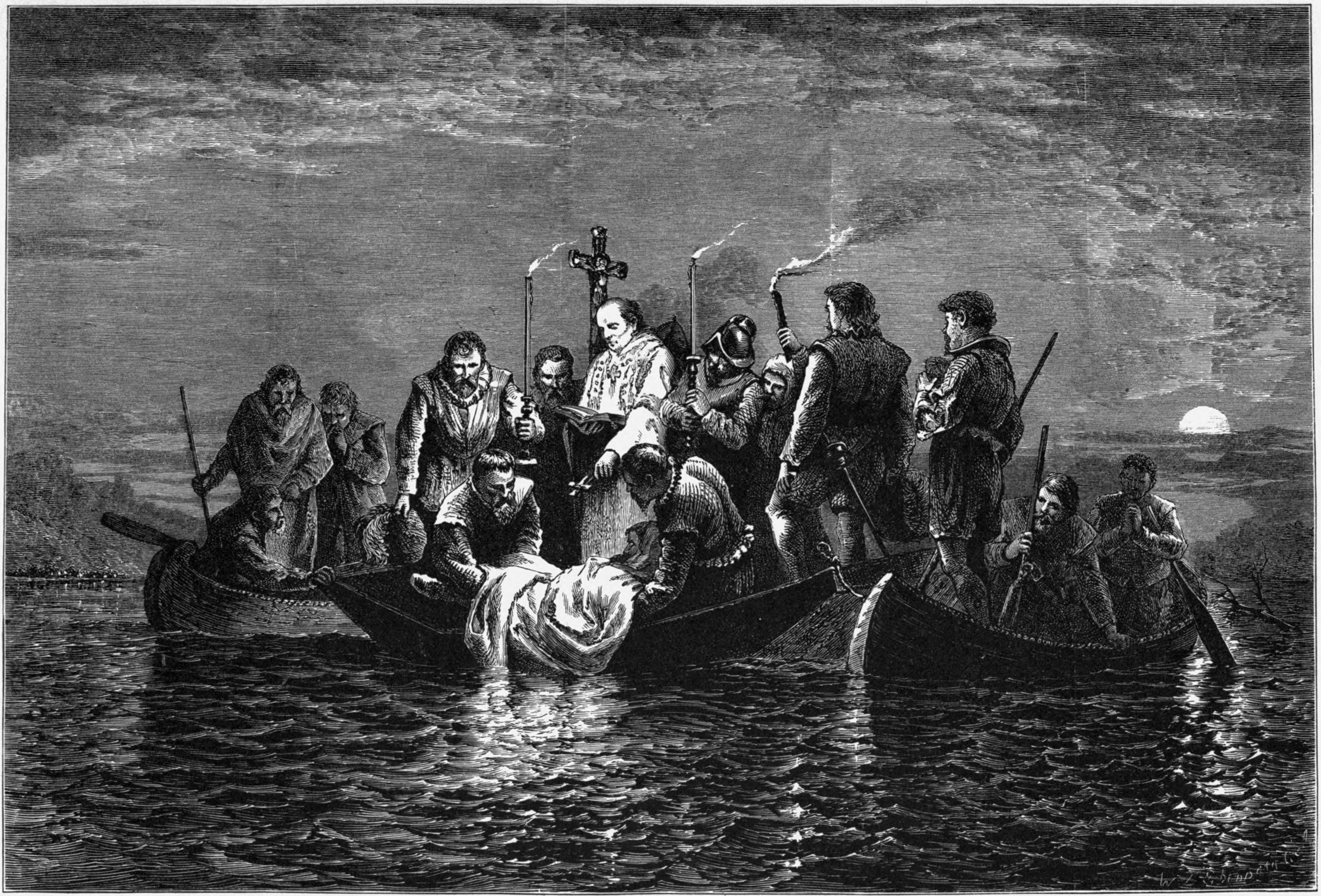
Entierro de Soto.

De Soto murió de una fiebre el 21 de mayo de 1542, en el pueblo nativo de Guachoya (las fuentes históricas no están de acuerdo en cuanto a si de Soto murió cerca de la actual McArthur, Arkansas, o en Luisiana) en la ribera oeste del Misisipi. Antes de su muerte, de Soto eligió a su antiguo maestro de campo (o comandante de campo) Luis de Moscoso Alvarado para que asumiese el mando de la expedición.
Dado que de Soto había alentado entre los nativos locales la creencia de que él era un inmortal dios del sol (como estratagema para conseguir su sumisión sin conflicto, aunque algunos de los nativos ya se habían vuelto escépticos de las afirmaciones de deidad de Soto), sus hombres tuvieron que ocultar su muerte y se desconoce la ubicación real de su sepultura. Según una fuente, los hombres de Soto ocultaron su cadáver en mantas lastradas con arena y lo hundieron en medio del río Misisipi durante la noche (las localidades de Lake Providence, en Luisiana, y Lake Village, en Arkansas, afirman que De Soto está enterrado en su respectivo lago).

### Regreso de la expedición a la Ciudad de México
La expedición de Soto había explorado La Florida durante tres años sin encontrar los tesoros esperados o un sitio acogedor para establecer un asentamiento. Habían perdido casi la mitad de sus hombres, la mayoría de los caballos habían muerto, los soldados llevaban pieles de animales como ropa, y muchos estaban heridos y en mal estado de salud. Los líderes llegaron a un consenso (aunque no total) para abortar la expedición y tratar de encontrar un camino a casa, ya fuese por el río Misisipi, o por tierra a través de Texas hasta la colonia española de la Ciudad de México.
Decidieron que sería demasiado difícil y requeriría mucho tiempo la construcción de nuevos barcos y que la navegación por el golfo de México sería demasiado arriesgada, por lo que se dirigieron por tierra hacia el suroeste. Finalmente llegaron a una región en la actual Texas que era muy árida. Las poblaciones nativas habían disminuido hasta la subsistencia como cazadores-recolectores. No había aldeas que los soldados pudiesen saquear para obtener comida y el ejército era demasiado grande para vivir de la tierra. Se vieron obligados a dar marcha atrás a las regiones agrícolas más desarrolladas a lo largo del Misisipi. Comenzaron a construir siete bergantines. Fundieron todo el hierro, incluyendo las herraduras de los caballos y los grilletes de esclavos, para hacer las uñas de los barcos. El invierno llegó y se fue, y las inundaciones de primavera les retrasaron otros dos meses, pero en julio se pusieron en marcha por el Misisipi hacia la costa.
Les tomó unas dos semanas hacer el viaje y la expedición se encontró con tribus hostiles a lo largo de todo el curso. Los nativos siguieron los barcos en canoas, disparando flechas a los soldados durante días, ya que la deriva era a través de su territorio. Los españoles no tenía armas ofensivas eficaces en el agua, ya que sus ballestas les daban mucho trabajo. Se sirvieron de las armaduras y colchonetas para evitar las flechas. Unos 11 españoles murieron a lo largo de este tramo y muchos más fueron heridos.
Al llegar a la desembocadura del Misisipi, se quedaron cerca de la costa del Golfo dirigiéndose hacia el sur y luego al oeste. Después de unos 50 días, llegaronn al río Pánuco y la ciudad fronteriza española de Pánuco. Allí descansaron durante aproximadamente un mes. Durante este tiempo muchos de los españoles, después de haber recuperado la salud y de reflexionar sobre sus logros, decidieron que habían dejado La Florida antes de tiempo, dando lugar a peleas y algunas muertes. Sin embargo, después de llegar a la Ciudad de México y de que el virrey  Antonio de Mendoza y Pacheco les ofreciese llevar otra expedición a La Florida, muy pocos de los sobrevivientes se ofrecieron como voluntarios. De los primeros 700 participantes, entre 300 y 350 sobrevivieron (311 es una cifra comúnmente aceptada). La mayoría de los hombres se quedaron en el Nuevo Mundo, estableciéndose en México, Perú, Cuba y otras colonias españolas.

## Efectos de la expedición en América del Norte
Desde el punto de vista de los españoles, la excursión de Soto en La Florida fue un fracaso. No adquirieron ni oro ni ninguna prosperidad ni fundaron colonias. Pero la expedición tuvo varias consecuencias importantes y contribuyó al proceso del intercambio colombino: por ejemplo, algunos de los cerdos domésticos de Soto se escaparon y se convirtieron en los ancestros de los cerdos jorobados del Sureste de los Estados Unidos.
De Soto fue decisivo en contribuir al desarrollo de una relación hostil entre muchas tribus de nativos americanos y los europeos. Cuando la expedición se encontró con nativos hostiles en las nuevas tierras, sus hombres muchas veces fueron los que instigaron los enfrentamientos.
Más devastador que las batallas fueron las enfermedades transmitidas por los miembros de la expedición. Debido a que carecían de inmunidad a las enfermedades de Eurasia, los pueblos indígenas sufrieron epidemias después de contraer enfermedades infecciosas, como el sarampión, la viruela y la varicela. Varias áreas que cruzó la expedición se despoblaron por la enfermedad causada por el contacto con los europeos. Muchos nativos huyeron de las zonas pobladas que habían sido afectadas por las enfermedades a las colinas de los alrededores y los pantanos. En algunas áreas, la estructura social cambió debido a las pérdidas de población debido a las epidemias.
Los registros de la expedición contribuyeron en gran medida al conocimiento europeo de la geografía, biología y etnología del Nuevo Mundo. Las descripciones de los expedicionarios de los nativos de América del Norte fueron la fuente de información conocida más temprana sobre las sociedades en el Sureste. Son la única descripción europea de los hábitos nativos antes de que los nativos se encontrasen con otros europeos. Los hombres de De Soto fueron los primeros europeos, y casi los últimos, que presenciaron la cultura Misisipi.
La expedición de De Soto llevó a la Corona española a reconsiderar la actitud de España hacia las colonias del norte de México. Reivindicó gran parte de América del Norte para España. Los españoles concentraron sus misiones en el actual estado de Florida y a lo largo de la costa del Pacífico.

## Historiografía
Los historiadores han trabajado para trazar la ruta de la expedición de Soto en América del Norte, un proceso polémico en los últimos años. Los políticos locales han competido para que sus localidades queden asociadas con la expedición. La versión más utilizada de la ruta de De Soto (De Soto's Trail) proviene de un estudio encargado por el Congreso de los Estados Unidos. Un comité presidido por el antropólogo John R. Swanton publicó en 1939 The Final Report of the United States De Soto Expedition Commission [Informe Final de la Comisión de los Estados Unidos Expedición De Soto]. Entre otros localizaciones, el condado de Manatee, Florida, reclama ser el lugar de desembarco aproximado de Soto y tiene un memorial nacional que reconoce ese evento. La primera parte del curso de la expedición, hasta la batalla de Soto en Mabila (una pequeña ciudad fortaleza en el actual centro de Alabama), se disputa solamente en detalles de menor importancia en la actualidad. Su ruta más allá Mabila es controvertida. Swanton informó de que la ruta de Soto corre desde allí a través de Misisipi, Arkansas y Texas.
Los historiadores han considerado más recientemente reconstrucciones arqueológicas y la historia oral de los diferentes pueblos nativos americanos que relata la expedición. La mayoría de los lugares históricos han sido alterados por nuevas edificaciones. Ya han pasado más de 450 años entre los hechos y los actuales contadores de historia (pero algunas historias orales que se han encontrado parecen ser muy precisas acerca de los acontecimientos históricos).
Desde 1986, dos sitios de Florida han sido documentados definitivamente como asociados a la expedición de Hernando de Soto: el Sitio Gobernador Martin, en el antiguo poblado apalache de Anhaica, situado a una milla al este de la actual capital de la Florida en Tallahassee; y el Sitio White Ranch en el territorio potano situado a pocos kilómetros al norte de Ocala. El Sitio Gobernador Martin fue descubierto por el arqueólogo B. Calvin Jones en marzo de 1987 y el Sitio White Ranch fue descubierto por el arqueólogo F. Ashley White en julio de 2005.
Muchos arqueólogos creen que el sitio Parkin en el noreste de Arkansas era la ciudad principal de la provincia de Casqui, de la que de Soto informó. Basan esto en similitudes entre las descripciones de los diarios de la expedición de Soto y los artefactos de origen europeo descubiertos en el sitio en la década de 1960.
Las teorías de la ruta de Soto se basan en los relatos de cuatro cronistas de la expedición. El primer relato que se publicará fue el del caballero de Elvas, un caballero portugués no identificado miembro de la expedición. Su crónica fue publicada por vez primera en 1557 (la traducción al inglés, de Richard Hakluyt, se publicó en 1609). Factor del Rey (el agente responsable de la propiedad real) con la expedición, Luys Hernández de Biedma, escribió un informe que todavía se conserva y que fue presentado en los Archivos Reales en España en 1544 (y traducido al inglés por Buckingham Smith y publicado en 1851). El secretario de Soto, Rodrigo Ranjel, llevó un diario que se ha perdido, pero que al parecer fue utilizado por Gonzalo Fernández de Oviedo y Valdés para La historia general y natural de las Indias. Oviedo murió en 1557, pero la parte de su obra que tiene el diario de Ranjel no se publicó hasta 1851 (la traducción al inglés se publicó en 1904). El cuarto es la crónica de Inca Garcilaso de la Vega, El Inca. Garcilaso no participó en la expedición y escribió su relato, La Florida (conocido en inglés como The Florida of the Inca), décadas después de la expedición y basándose en entrevistas con algunos de los sobrevivientes. El libro fue publicado por primera vez en 1605. Los historiadores han encontrado problemas con el uso de La Florida como un relato histórico. Milanich y Hudson advierten que Garcilaso no es fiable, detallando serios problemas en la secuencia y ubicación de las ciudades y los eventos de su narración y añaden: «algunos historiadores consideran que La Florida de Garcilaso es más una obra literaria que una obra histórica». Lankford caracteriza La Florida como una colección de narrativas de leyenda, derivada de una tradición oral muy contada por los sobrevivientes de la expedición. Milanich y Hudson advierten que las traducciones antiguas de las crónicas a menudo son «traducciones relativamente libres en las que los traductores se tomaron una considerable libertad con el texto en español y portugués».
Las crónicas describen la ruta de Soto en relación con La Habana, desde la que navegaron; el golfo de México, que bordearon por el interior y por el que luego volvieron atrás; el océano Atlántico, al que se acercaron durante su segundo año; altas montañas, que atravesaron inmediatamente después; y docenas de otros accidentes geográficos a lo largo de su camino, como los grandes ríos y pantanos, en intervalos registrados. Teniendo en cuenta que la geografía natural no ha cambiado mucho desde los tiempos de la expedición, los estudiosos han analizado esos diarios con la moderna inteligencia topográfica, haciendo una descripción muy precisa de la ruta de De Soto.